# Karelsk (sprog)
Karelsk sprog (karjala, karjal eller kariela) er et østersøfinsk sprog der er tilhører de uralske sprog. Karelsk tales primært i den russiske republik Karelen. Karelsk er tæt knyttet til de finske dialekter, der tales i det østlige Finland og nogle finske sprogforskere klassificerer karelsk som en dialekt af finsk. Karelsk bør ikke forveksles med den sydøstlige dialekter af finsk, undertiden benævnt karjalaismurteet ("Karelske dialekter") i Finland.
Flertallet af sprogets brugere udgøres af etniske karelere, som bor i Karelske republik i Rusland men desuden findes omkring 10.000 personer i Finland samt et mindre antal i Tver-området (Tverkarelen) uden for Moskva.

## Sproghistorie
Den ældste karelske tekst er et birkebarksbrev, Birkebarkbrev nr. 292, fra midten af 1200-tallet, som blev fundet i forbindelse med en arkæologisk udgravning i Novgorod i 1957. Denne ristning er tillige den ældste østersøfinske tekst, som eksisterer og er blevet tolket som trylleformular mod torden (alternativt en bøn til Gud om beskyttelse mod lynnedslag. Teksten kan udtydes på flere måder, men en af dem lyder som følger:
"Jumolanuoli ï nimizi nouli se han oli omo bou jumola soud'ni iohovi"

## Sprogets stilling
Finsk sprog erstattedes i 1939 i Karelske republik med et karelsk skriftsprog. Dette afskaffedes imidlertid snart efter. Oversættelser fra russisk til dette sprog forstås nogenlunde af en russer men næppe af en kareler, som ikke kan russisk.
I 1998 nedstemtes et forslag i den Karelske republiks parlament om at gøre karelsk til et af republikkens officielle sprog. Sprogets fremtidsudsigter er ikke umulige men usikre, efter som de fleste unge lige så let taler russisk. Andre vælger at lære sig finsk i stedet for karelsk. Det kan også tillægges, at karelsk i visse perioder har været anset som "grimt" eller "landligt", hvilket kan være en af grundene til, at sproget ikke viderebringes fra den ældre generation til den yngre. Under Stalintiden var karelsk forbudt at tale.
Trods, at karelsk har mødt megen modstand, begynder det dog at se anderledes ud, og flere unge vælger i dag at læse og lære sig karelsk i skolerne.

## Sprogets særtræk
Karelsk ligner på mange måder finsk men har en egen udtale- og stavemåde og et afvigende, til dels russisk påvirket, ordforråd. Der er ingen standardkarelsk, så hver forfatter skriver karelsk med egen dialektisk bogstavering. Skriftlig karelsk er udviklet med rødder i nord karelsk, olonets karelske, tverkarelsk og lude. Alle varianter, undtagen Tverkarelske, benytter den karelske variant af det latinske alfabet. Det kyrillisk alfabet blev tidligere benyttet.
Sproget er opdelt i to accepterede dialekter, hver med eget skriftsprog:
1. Livvi (aunus, olonetsisk) er med sine 80.000 brugere den mest talte dialekt. Livvi tales i de sydlige dele af Karelske republik, i særdeleshed i Olonets (finsk: Aunus; karelsk: Anus), og i de omkring liggende byer men også i Karelske republiks hovedstad Petrozavodsk (finsk og karelsk: Petroskoi).
2. Egentlig karelsk (viena, som består af en sydlig og en nordlig variant. Nordkarelsk tales i det nordlige Karelen, i distrikterne Kalevala og Louhi. Nordkarelsk er den dialekt, som ligger nærmest finsk men er ikke særlig stor, efter som områder, hvor nordkarelsk tales, er tyndt beboede.
3. Desuden findes der en mindre gren af karelsk, som tales i Tverkarelen, tverkarelsk.

Der udkommer to aviser på karelsk: "Vienan Viesti" på egentlig karelsk samt Oma Mua ("eget land", jævnfør finsk oma maa) på livvi-dialekt. På begge dialekter er udkommet lærebøger og undervisningsmateriale. Man kan læse karelsk i grundskolen samt på universitetet i Petrozavodsk.

## Alfabet
Mange forsøg på at skabe et ensartet standardsprog er blevet gjort men ikke lykkedes specielt godt, da de ulige dialekter er tilpas uens. Det karelske sprogs alfabet var en tid baseret på det kyrilliske alfabetet men skrives i dag med latinske bogstaver. Ifølge en lov, som gennemførtes af Putin, skulle alle officielle sprog skrives med det kyrilliske alfabet, men efter som karelsk ikke er et officielt sprog, så berøres karelsk ikke af loven. Sproget læres i dag derfor fortsat i skolerne med det latinske alfabet.

### Det karelske alfabet fra 2007
| A a | B b | Č č | D d | E e | F f | G g |
| H h | I i | J j | K k | L l | M m | N n |
| O o | P p | R r | S s | Š š | Z z | Ž ž |
| T t | U u | V v | Y y | Ä ä | Ö ö | '   |

## Grammatik og ordforråd

### Personlige stedord
| Nordkarelsk | Ental | Flertal |
| ----------- | ----- | ------- |
| 1. person   | mie   | myö     |
| 2. person   | šie   | työ     |
| 3. person   | hiän  | hyö     |

| Aunus-karelsk | Ental | Flertal |
| ------------- | ----- | ------- |
| 1. person     | minä  | mö      |
| 2. person     | sinä  | tö      |
| 3. person     | hän   | hö      |

| Tverkarelsk | Ental   | Flertal |
| ----------- | ------- | ------- |
| 1. person   | mie     | myö     |
| 2. person   | šie/sie | työ     |
| 3. person   | hiän    | hyö     |

### Spørgeord
Aunus-karelsk: mi "hvad", ken "hvem", moine "hvordan", äijugo, min verran "hvormange", kus, mis "hvor", kunnie, kunnepäi "hvorhen", konzu "hvornår", mittuine "hvilken".
Tverkarelsk: mi "hvad", ken "hvem", kešsä, mišsä "hvor", keh, mih "hvorhen".